# Anemone ranunculoides

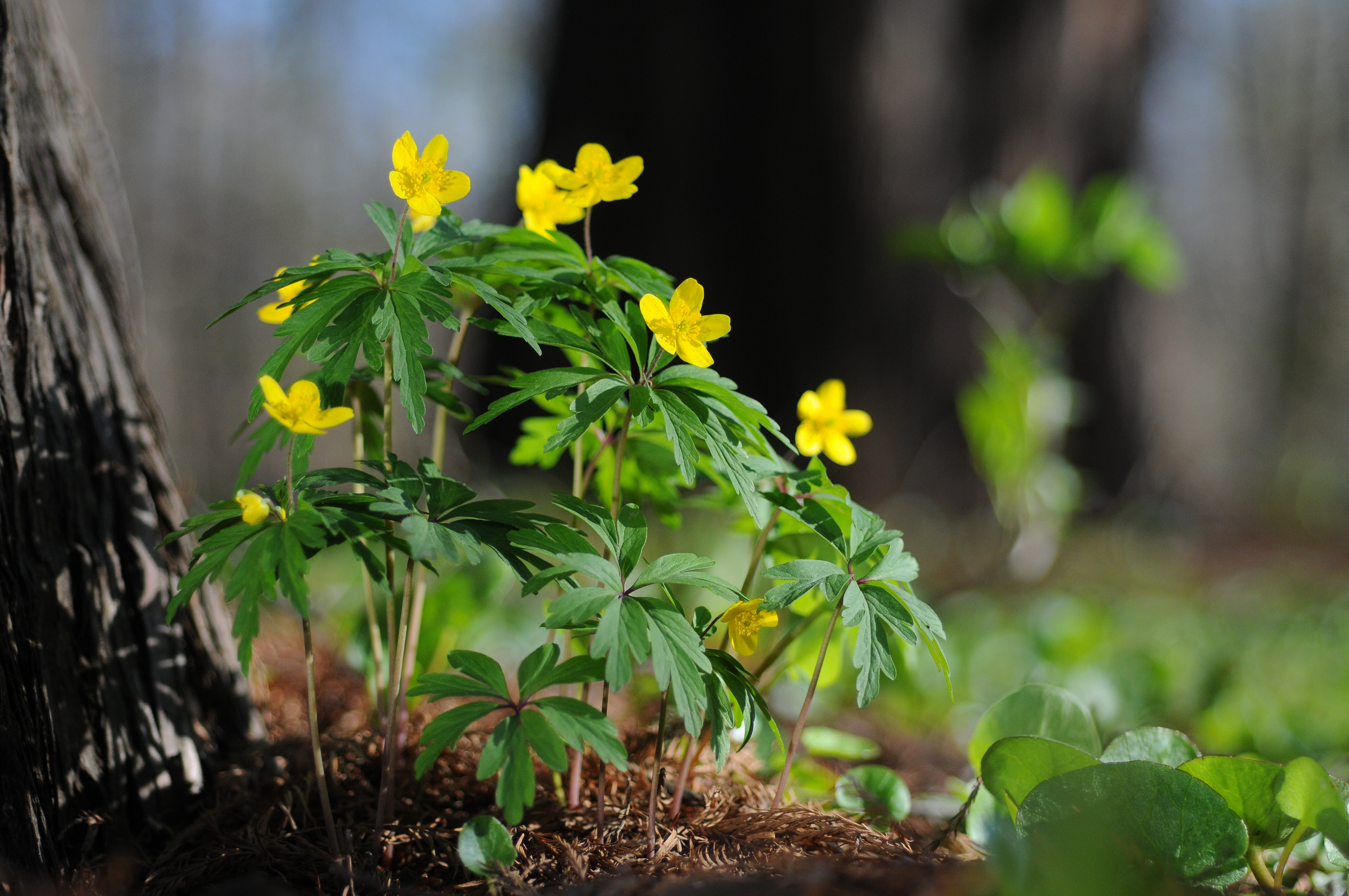
Anemona in gradina botanica din Bucuresti.

Anemone ranunculoides sau păștiță este o floare solitară cu tulpina aeriană neramificată și o tulpină subterană de tipul rizom, care dă naștere la tulpinile aeriene neramificate.

## Descrierea plantei
La baza acestei plante se găsesc 3 bractee sesile (fără pețiol), care sunt palmat-sectate. În ceea ce privește floarea, aceasta este hermafrodită (bisexuată) cu simetrie actinomorfă sau radiară, prezentând un înveliș simplu. Perigonul este petaloid alcătuit din 5 tepale libere (dialitepal); androceul florii este dialistemon, fiind alcătuit din numeroase stamine libere. Gineceul este apocarp, aflat în poziție superioară față de receptacul și compus din numeroase carpele libere, care dau naștere la fructul "polinuculă".